# Острожник
Острожник (словен. Ostrožnik) је насељено место у општини Мокроног–Требелно, регија Југоисточна Словенија, Словенија.

## Историја
До територијалне реорганизације у Словенији био је у саставу старе општине Требње.

## Становништво
У попису становништва из 2011. године, Острожник је имао 35 становника.
| Број становника према пописима | Број становника према пописима | Број становника према пописима |
| ------------------------------ | ------------------------------ | ------------------------------ |
| 1991                           | 2002                           | 2011                           |
| 32                             | 36                             | 35                             |

Напомена: Године 2003. увећан за део издвојен из насеља Раковник при Шентруперту (Шентруперт), а исте године умањен за део насеља који је припојен насељу Раковник при Шентруперту (Шентруперт).